# إيفي إنانتش
إيفي إنانتش (بالتركية: Efe İnanç)‏ هو لاعب كرة قدم تركي في مركز الوسط، ولد في 24 مارس 1980 في إسطنبول في تركيا. لعب مع أضنة دمير سبور وإسطنبول باشاكشهير ونادي فنربخشة.

## وصلات خارجية
- إيفي إنانتش على موقع اتحاد تركيا (لاعب) (الإنجليزية)
- إيفي إنانتش على موقع قاعدة بيانات كرة القدم.إي يو (الإنجليزية)
- إيفي إنانتش على موقع عالم كرة القدم.نت (الإنجليزية)